# Bardingi
Bardingi (tudi Možje iz Dolinja) so bili ljudstvo ljudi, ki so poseljevali Dolinje okoli Ereborja. Imenovali so se po Bardu Lokostrelcu, stražarju, ki je ubil zmaja Smauga med napadom na njihovo prestolnico.